# Heteropacha rileyana
Heteropacha rileyana is een vlinder uit de familie van de spinners (Lasiocampidae). De wetenschappelijke naam van de soort is voor het eerst geldig gepubliceerd in 1874 door Leon F. Harvey.